# Оральна стимуляція сосків
Ора́льна стимуля́ція соскі́в — практика непроникаючого безпечного сексу. Зазвичай одна людина орально стимулює соски іншої. Стимулюючий партнер чи партнерка може лизати, смоктати, кусати соски іншого партнера чи партнерки. Може виконуватись між людьми різної або однієї статі. Деякі люди мають можливість орально стимулювати свої власні соски. Оральна стимуляція сосків є поширеною формою прелюдії.
Стимуляція сосків сприяє виділенню окситоцину, який сприяє підвищенню довіри та зниженню тривожності.
Інколи є практикою еротичної лактації.
У деяких жінок оральна стимуляція сосків може призводити до оргазму.